# Assedio di Antiochia (252)
L'assedio di Antiochia del 252 costituì la fase culminante della seconda campagna militare di Sapore I contro le armate romane del cosiddetto limes orientale, dopo che i Persiani penetrarono fino in Cilicia.
(Oracoli sibillini, XIII, 125-130.)

## Contesto storico
In un periodo compreso tra l'impero di Filippo l'Arabo e di Treboniano Gallo (251-253) i Sasanidi tornarono ad impossessarsi dell'Armenia, uccidendone il sovrano regnante ed espellendone il figlio (252). Verso la fine di quest'anno o di quello successivo, Sapore I riprese una violenta offensiva contro le province orientali dell'impero romano. Le truppe persiane occuparono numerose città della provincia di Mesopotamia (compresa Nisibis), per poi battere pesantemente le armate romane a Barbalissos.

## Assedio
(Zosimo, Storia nuova, I, 27.2)
(Libanio, Oratio XXIV, 38.)
(Libanio, Oratio XV, 16.)
(Ammiano Marcellino, Storie, XXIII, 5.3.)
Sembra, inoltre, che la città fu presa, non solo per la repentinità delle azioni degli arcieri, ma anche grazie ad un gigantesco ariete, anche dietro l'invito di un certo Mariade, il quale avrebbe sollecitato il "Re dei Re", Sapore I, a invadere le province orientali per poi assumere la porpora imperiale, ma essere poco dopo ucciso dai propri uomini o forse dagli stessi Persiani.
(Ammiano Marcellino, Storie, XXIII, 5.3.)

## Conseguenze
L'occupazione della terza più grande città dell'Impero romano, portò inevitabilmente nello sconforto più totale, l'intero fronte orientale dell'Impero romano, dopo aver assistito impotente all'occupazione della sua capitale, seguita dalla razzia di un gigantesco bottino e dalla deportazione di gran parte della popolazione antiochena, poi trucidata o ridotta in schiavitù (253). Questa invasione avveniva contemporaneamente ad un'altra grande incursione da Nord, proveniente dal di là del Danubio e del Ponto Eusino da parte dei Goti.
Alla fine di questa nuova incursione sasanide, l'imperatore Valeriano fu costretto ad intervenire, riuscendo a riconquistare la capitale della Siria, quello stesso anno (253) o il successivo (254), facendone quindi il suo "quartier generale" per la ricostruzione dell'intero fronte orientale.